# Lilydale
Lilydale és una població dels Estats Units a l'estat de Minnesota. Segons el cens del 2000 tenia 552 habitants.

## Demografia
Segons el cens del 2000, Lilydale tenia 552 habitants, 338 habitatges, i 154 famílies. La densitat de població era de 292 habitants per km².
Dels 338 habitatges en un 5,9% hi vivien nens de menys de 18 anys, en un 41,1% hi vivien parelles casades, en un 3,3% dones solteres, i en un 54,4% no eren unitats familiars. En el 49,4% dels habitatges hi vivien persones soles el 29,9% de les quals corresponia a persones de 65 anys o més que vivien soles. El nombre mitjà de persones vivint en cada habitatge era d'1,63 i el nombre mitjà de persones que vivien en cada família era de 2,25.
Per edats la població es repartia de la següent manera: un 6% tenia menys de 18 anys, un 3,8% entre 18 i 24, un 14,5% entre 25 i 44, un 29,5% de 45 a 60 i un 46,2% 65 anys o més.
L'edat mediana era de 62 anys. Per cada 100 dones de 18 o més anys hi havia 68,5 homes.
La renda mediana per habitatge era de 54.792 $ i la renda mediana per família de 82.001 $. Els homes tenien una renda mediana de 52.500 $ mentre que les dones 40.815 $. La renda per capita de la població era de 42.724 $. Cap de les famílies i el 2,9% de la població estaven per davall del llindar de pobresa.

## Poblacions més properes
El següent diagrama mostra les poblacions més properes.